# Saint-Savinien
Saint-Savinien (auch: Saint-Savinien-sur-Charente) ist eine französische Gemeinde mit 2.458 Einwohnern (Stand: 1. Januar 2022) im Département Charente-Maritime in der Region Nouvelle-Aquitaine; sie gehört zum Arrondissement Saint-Jean-d’Angély und zum Kanton Saint-Jean-d’Angély. Die Einwohner werden Savinois und Savinoises genannt.

## Geographie
Saint-Savinien liegt etwa 15 Kilometer nordnordwestlich von Saintes am Fluss Charente. Umgeben wird Saint-Savinien von den Nachbargemeinden Archingeay im Norden und Nordwesten, Les Nouillers im Norden und Nordosten, Taillant im Nordosten, Grandjean im Osten, Taillebourg im Südosten, Port-d’Envaux im Süden, Crazannes im Südwesten, Le Mung und Geay im Westen, Bords im Westen und Nordwesten sowie Champdolent im Nordwesten.

## Bevölkerungsentwicklung
| Jahr      | 1962 | 1968 | 1975 | 1982 | 1990 | 1999 | 2006 | 2018 |
| Einwohner | 2133 | 2173 | 2342 | 2336 | 2340 | 2359 | 2384 | 2440 |

## Sehenswürdigkeiten
- Kirche Saint-Savinien aus dem 12./13. Jahrhundert, ursprünglich wohl ein Priorat, das 1039 erwähnt wurde, Hauptfassade, Langhaus und Kirchturm seit 1910 als Monument historique klassifiziert, restliche Teile der Kirche seit 2014 als Monument historique eingeschrieben
- Augustinerkloster aus dem 13. Jahrhundert, 1568 von den Hugenotten zerstört, wieder errichtet, 1791 geschlossen, Abteikirche seit 1925 als Monument historique eingeschrieben
- Kirche Saint-Germain, Anfang des 12. Jahrhunderts errichtet
- Kirche Sainte-Marie de l’Assomption, im 12. Jahrhundert erbaut
- Evangelische Kirche aus dem 17. Jahrhundert
- Museum der Regionalgeschichte (Maison du Patrimoine)
- Schloss La Cave
- Schloss Berneray aus dem 17. Jahrhundert, Eingangstor im Louis-treize-Stil seit 1948 als Monument historique eingeschrieben
- Schloss Forgette
- Markthalle, erbaut 1865

Siehe auch: Liste der Monuments historiques in Saint-Savinien

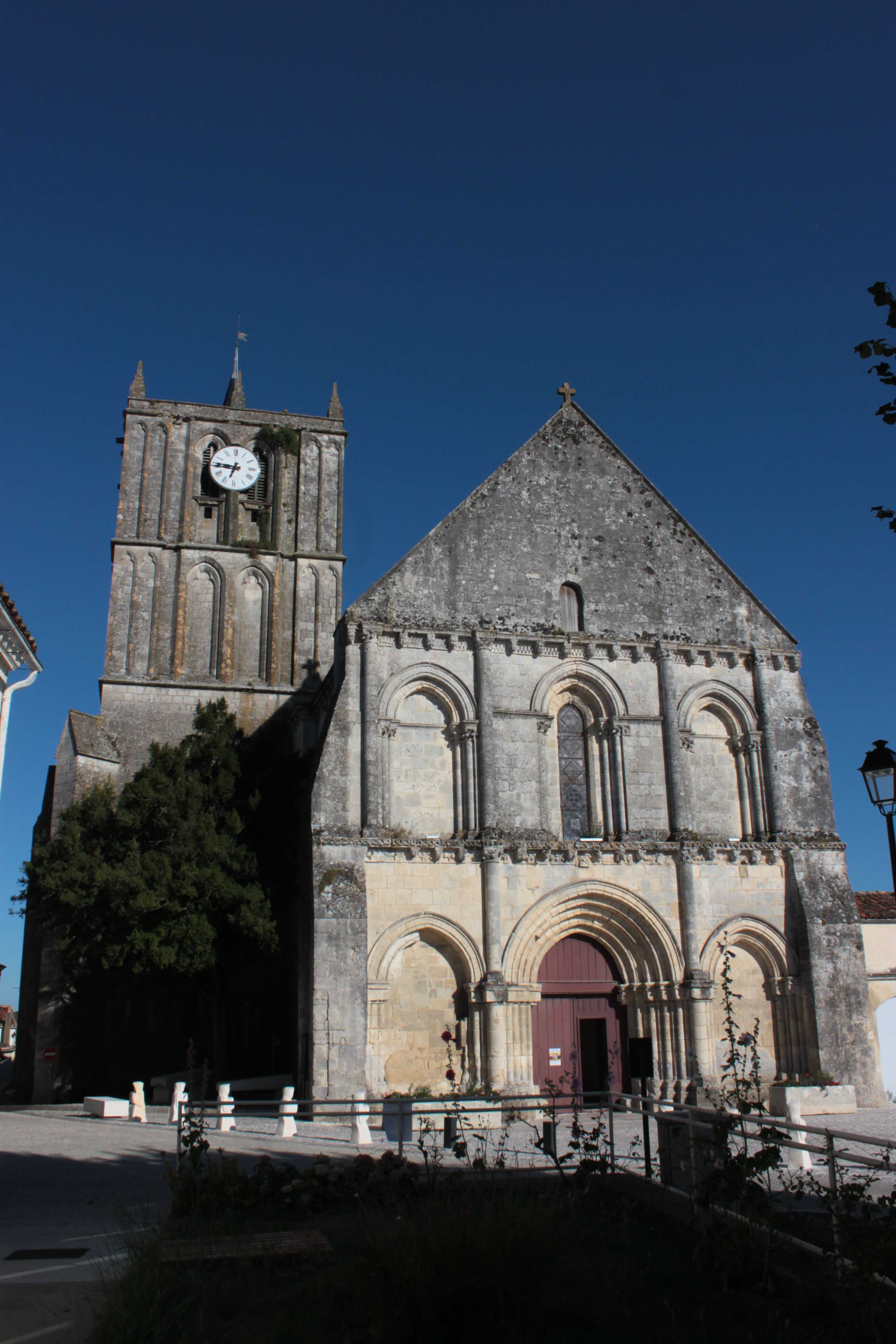
Kirche Saint-Savinien
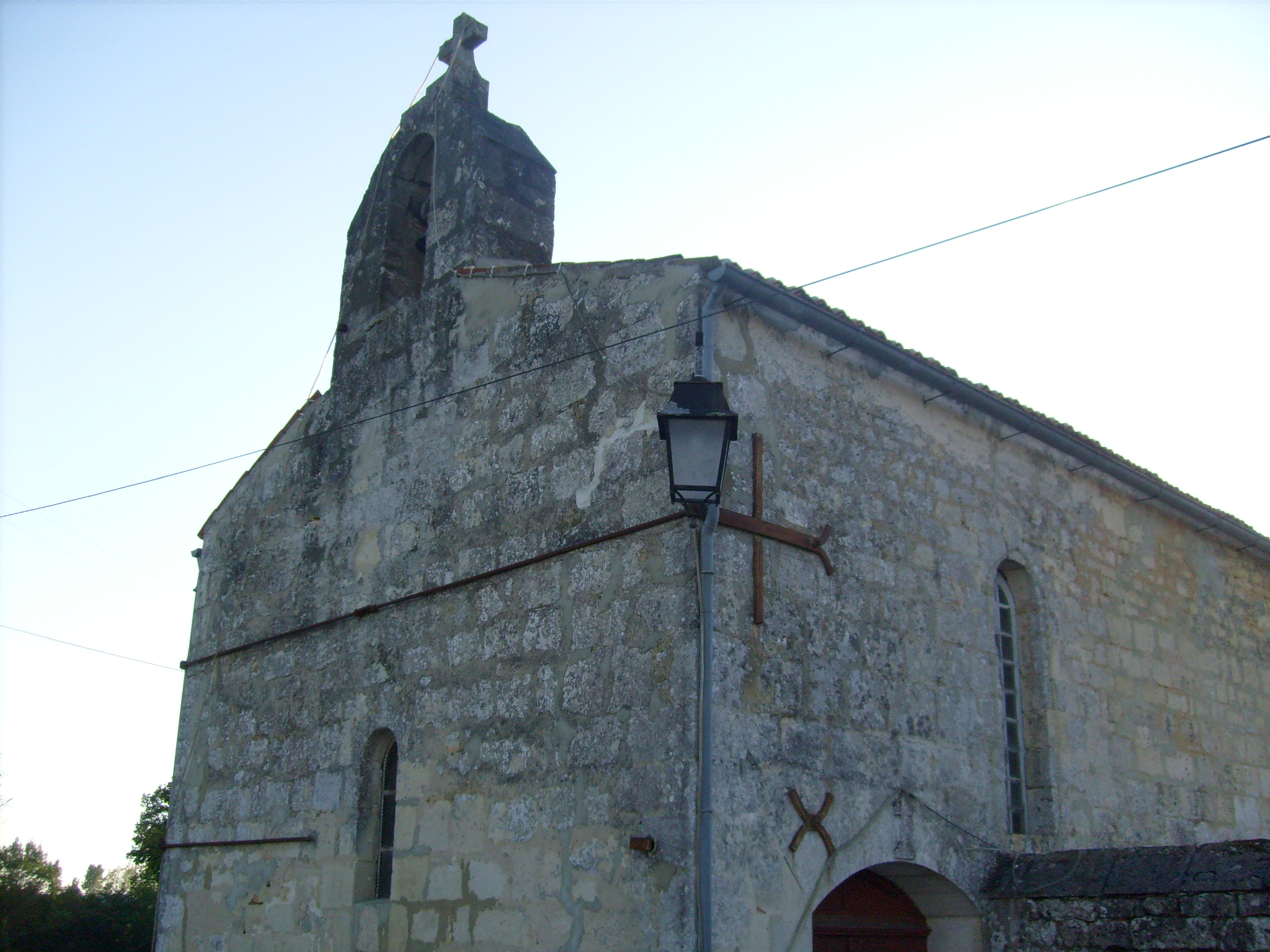
Kirche Saint-Germain
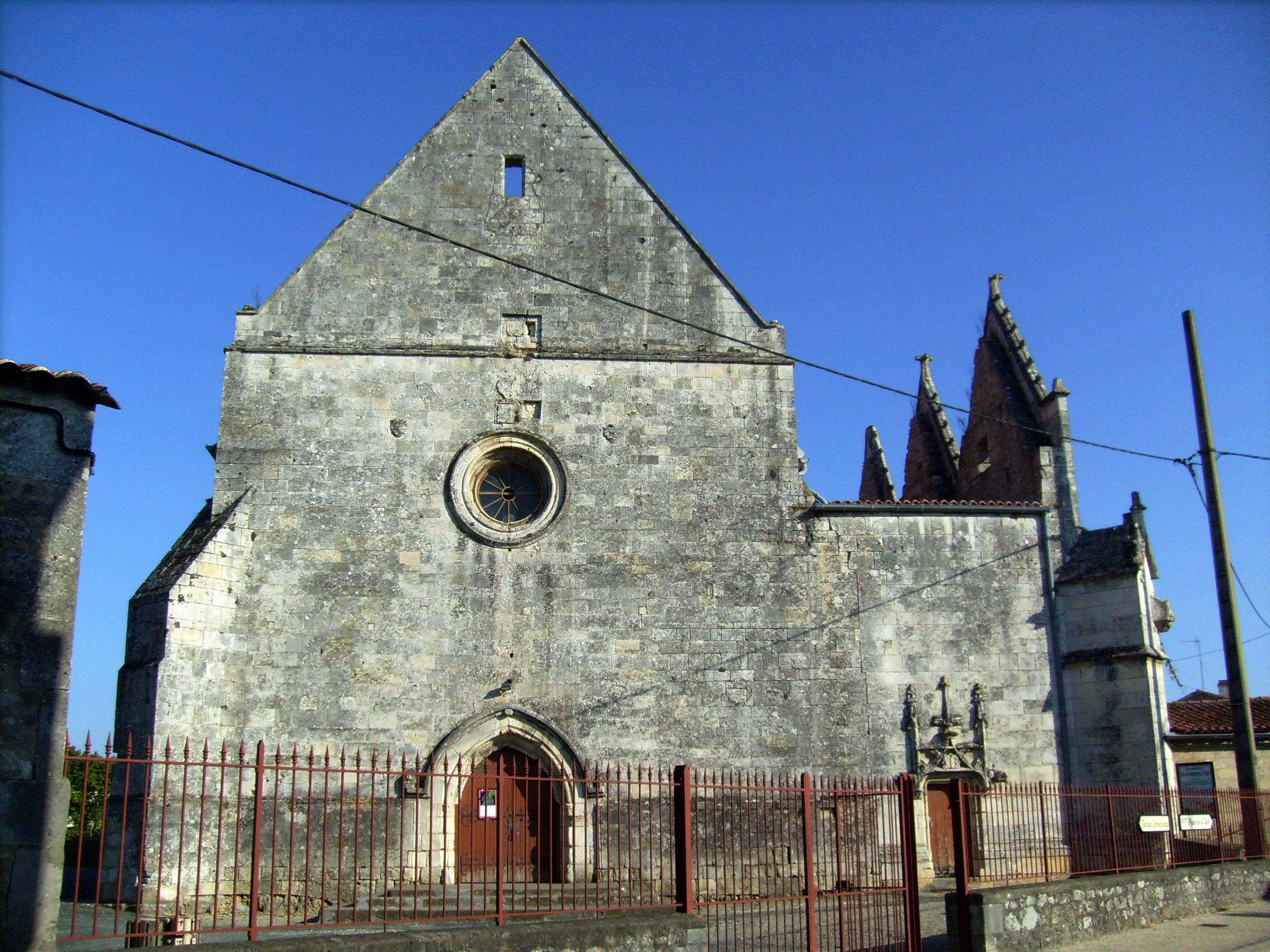
Augustinerkloster
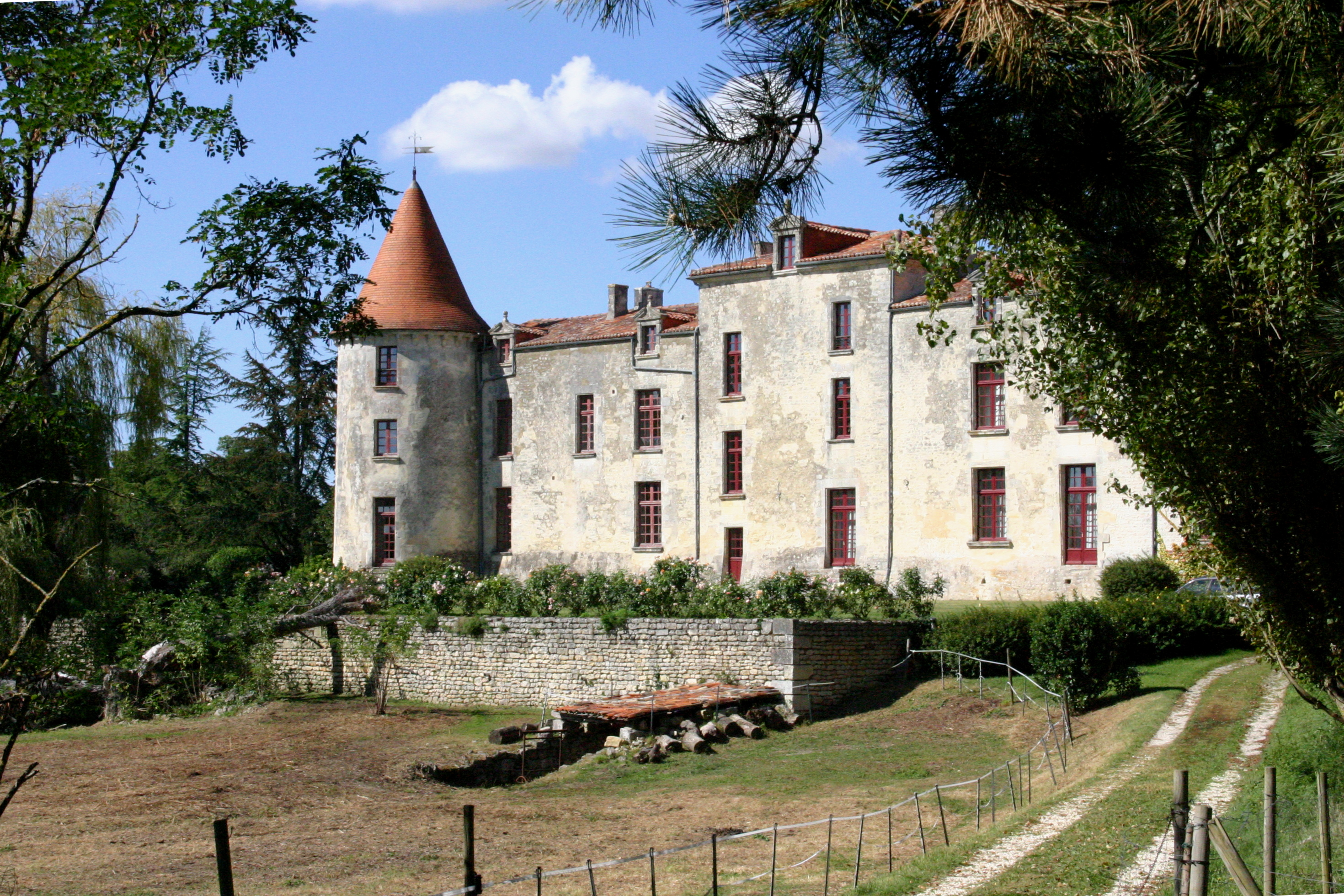
Schloss Berneray
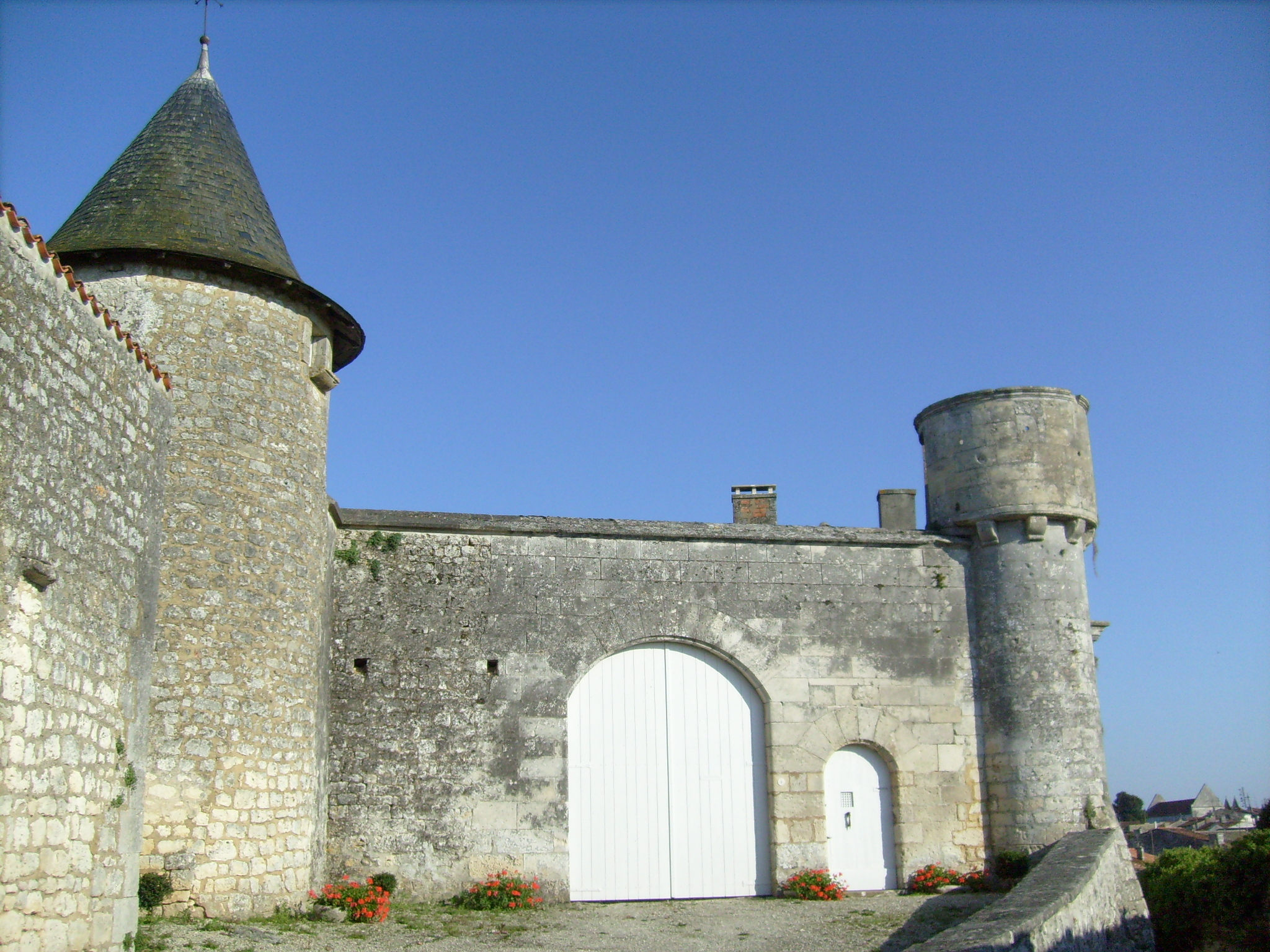
Schloss La Cave
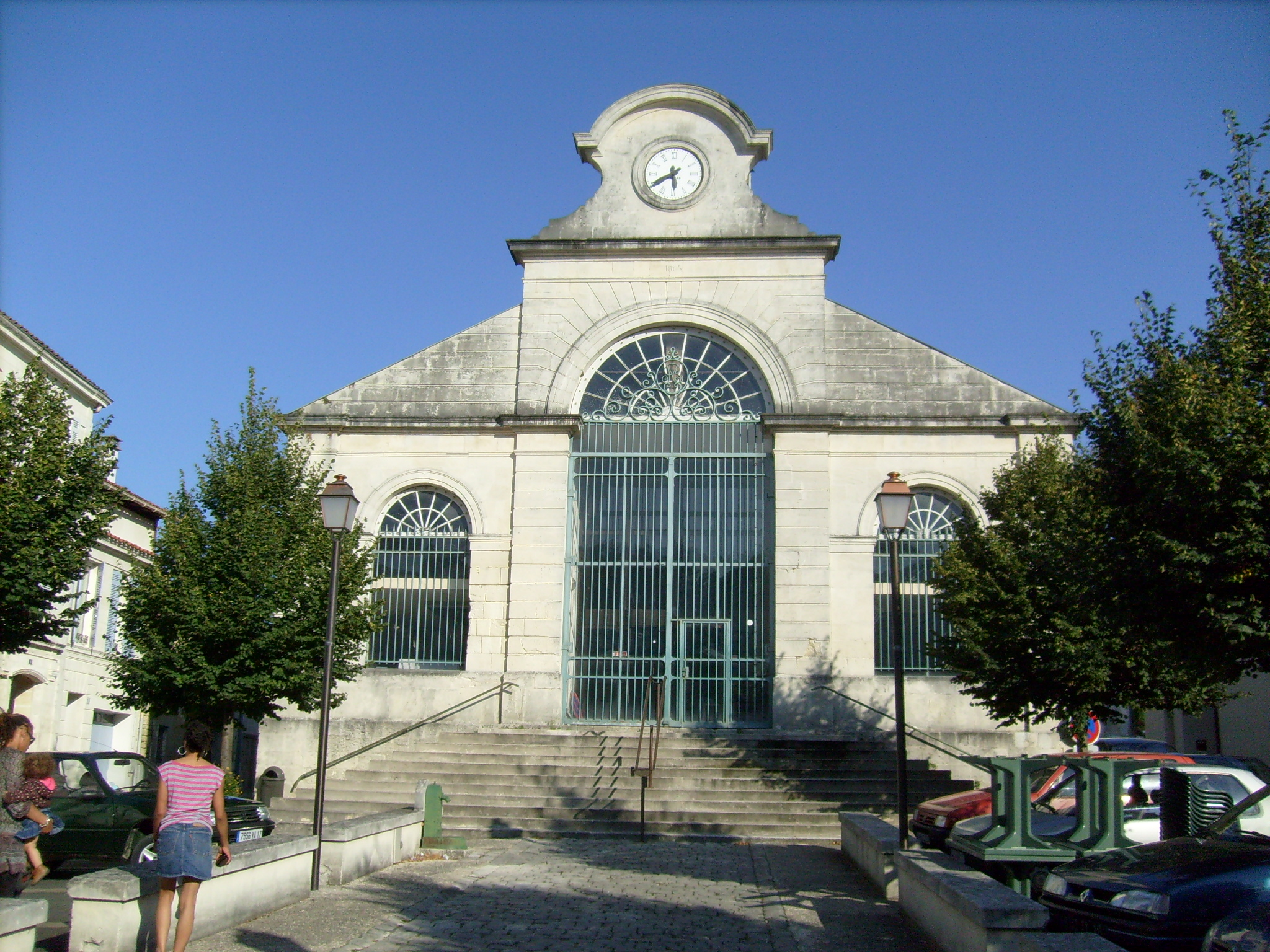
Markthalle

## Gemeindepartnerschaften
Mit der deutschen Gemeinde Ahrensbök in Schleswig-Holstein besteht seit 1991 eine Partnerschaft.